# Junior Murvin
Junior Murvin (né Murvin Junior Smith dans la paroisse de Saint James, vers 1949 - mort le 2 décembre 2013) est un chanteur jamaïcain de reggae.

## Biographie
Murvin Junior Smith naît dans la paroisse de Saint James vers 1949. Il grandit à Port Antonio.
Il enregistre ses premiers titres avec Sonia Pottinger (en). Il interprète ensuite quelques singles avec Derrick Harriott (publiés sous l'ancien pseudonyme de Murvin, Junior Soul) avant de devenir une star internationale avec notamment l'album produit en 1977 par Lee Scratch Perry, Police and Thieves.
Il est l'interprète original du tube Police and Thieves en 1976 produit par Lee Perry. Cette chanson est notamment reprise par The Clash,, ainsi que par le groupe de punk rock néozélandais The Rabble.
Après un silence d'une vingtaine d'années, Junior Murvin s'associe à Earl Chinna Smith pour l'album Inna de Yard en 2007. Dans ce dernier opus, il reprend ses anciens succès mais revisite aussi « des classiques de la soul américaine » (Curtis Mayfield, Bill Withers).

## Discographie
- 1973 - Rescue the Children (Makasound)
- 1977 - Police and Thieves (Island)
- 1978 - Tedious (Mango) - 45 tours
- 1982 - Bad Man Posse (Dread At The Controls)
- 1984 - Muggers in the Street (Greensleeves)
- 1986 - Apartheid (Jammys)
- 1989 - Signs and Wonders (Live & Love)
- 1995 - World Cry (Sunvibes)
- 2007 - Inna De Yard (Makasound)